# ديفيد ستون (سياسي)
ديفيد ستون (بالإنجليزية: David Stone)‏ هو قاضي ومحامي وسياسي أمريكي، ولد في 17 فبراير 1770 في مقاطعة بيرتي في الولايات المتحدة، وتوفي في 7 أكتوبر 1818 في رالي في الولايات المتحدة. حزبياً، نشط في الحزب الجمهوري الديمقراطي.

## مناصب
- انتخب عضو مجلس نواب كارولينا الشمالية.
- انتخب حاكم كارولينا الشمالية [الإنجليزية]‏ (12 ديسمبر 1808 – 1 ديسمبر 1810).
- انتخب عضو مجلس النواب الأمريكي.
- انتخب عضو مجلس الشيوخ الأمريكي (4 مارس 1801 – 17 فبراير 1807).